# Chư A Thai
Chư A Thai là một xã thuộc tỉnh Gia Lai, Việt Nam.
Xã Chư A Thai có diện tích 133,59 km², dân số năm 2002 là 10.684 người, mật độ dân số đạt 80 người/km².

## Địa lý
- Phía Bắc giáp huyện Ia Pa và huyện Chư Sê
- Phía Nam giáp xã Ia Ake
- Phía Đông giáp huyện Ia Pa và xã Ia Sol
- Phía Tây giáp xã Ayun Hạ và huyện Chư Sê

## Lịch sử
Xã Chư A Thai thành lập theo Quyết định số 178-CP ngày  23 tháng 4 năm 1979 của Hội đồng Chính phủ về việc chia huyện Ayun Pa thuộc tỉnh Gia Lai – Kon Tum thành hai huyện lấy tên là huyện Ayun Pa và huyện Krông Pa.
Nghị định số 65/1998/NĐ-CP ngày 21 tháng 8 năm 1998 của Chính phủ, tách ra từ một phần diện tích đất và dân cư của 2 xã: Ia Sol và Chư A Thai để thành lập thị trấn Phú Thiện.
Theo Nghị quyết số 1664/NQ-UBTVQH15 ra tháng 6 năm 2025, sáp nhập tỉnh Bình Định vào tỉnh Gia Lai. Giải thể huyện Phú Thiện, sáp nhập 3 các xã của huyện: Chư A Thai, xã Ayun Hạ và xã Ia Ake thành xã Chư A Thai trực thuộc tỉnh Gia Lai.

## Hành chính
Trước kh thực hiện Nghị quyết số 1664/NQ-UBTVQH15, toàn xã có 09 thôn làng, gồm: Thôn Hải Yên, thôn Kim Môn, thôn Dlâm, thôn Drok, thôn Ia Chă Wău, thôn Plei Pông, thôn King Pêng, thôn Plei Trớ, thôn Plei Hek.